# Parlement d'Aix
Le Parlement d'Aix ou Parlement de Provence était un parlement d'Ancien Régime mis en place à Aix en 1501, à la suite de l'union perpétuelle entre le comté de Provence et le royaume de France en 1487.

## Histoire

Carte des Parlements en 1789

Le parlement d’Aix fut mis en place à Aix en 1501 par Louis XII, peu après  l'union perpétuelle de la Provence à la France en 1482 par Louis XI. Par ses lettres patentes données à Lyon en juillet 1501 , il établit un parlement de Provence en la ville d'Aix, composé d'un président et onze conseillers dont quatre clercs et sept laïcs.
La Cour disposait d'un avocat général, d'un procureur des pauvres, de quatre secrétaires et greffiers et de trois huissiers. Le véritable chef de ce collège était le grand sénéchal. Il représentait le roi, et c'est en son nom que les arrêts étaient rendus. Le Premier président présidait en son absence.
Ce parlement était une cour de justice repris sur le modèle de celui de Paris, créé par Louis IX pour juger en appel au nom du roi. Cour souveraine, le Parlement jugeait en dernière instance l'ensemble des affaires passées par les tribunaux de sénéchaussées et par les tribunaux féodaux de son ressort.
En 1545, c’est le président du Parlement d’Aix, Oppède, soutenu par le cardinal de Tournon, qui organisa le massacre des vaudois du Luberon.
Le plus souvent, les États s'y réunissaient pour voter l'impôt. Ce parlement était si peu populaire qu'un dicton apparut :

« Lou Parlamen, lou Mistrau e la Durènço soun li tres flèu de la Prouvènço (Le Parlement, le mistral et la Durance sont les trois fléaux de la Provence). »

En 1590, Henri IV créa un Parlement rival de celui d’Aix qui ne le reconnaissait pas comme roi, à Pertuis, où se rendaient les parlementaires qui lui étaient fidèles.
Contrairement à la plupart des autres Parlements, son ressort restait stable et lié à un ensemble cohérent, puisqu'il épousait les contours du gouvernement militaire d'Aix et de la généralité du même nom. En 1771, pendant l'intermède de la « réforme Maupeou », l'intendant Charles Jean-Baptiste des Gallois de La Tour ayant soutenu les positions du Parlement d'Aix est remplacé. Il ne retrouve son intendance qu'en 1775.
Le Parlement d'Aix était atypique dans la mesure où il était le seul Parlement où, depuis 1650, les fonctions de Premier président du parlement et d'intendant de la généralité d'Aix étaient confiées à la même personne.
Comme l'ensemble des Parlements d'Ancien Régime, le parlement d'Aix fut dissout lors de la Révolution en 1790.

### Fin du parlement
L'Assemblée départementale des Bouches-du-Rhône s'installa à Aix le 20 juillet 1790. D'autres assemblées furent formées dans le même temps, comme l'administration du Var, celle des Basses-Alpes, dont le mode de fonctionnement est calqué sur les anciennes assemblées de province, de viguerie et de communautés, pourtant à la merci de la politique menée par les clubs révolutionnaires.
La création de ces institutions eut pour conséquence le démembrement de l'ancienne administration provençale. L'article 10 du décret du 2-10 septembre 1790 provoqua la suppression du Parlement de Provence. Quelques jours plus tard, l'administration de la province fut dissoute.